# La Rioja
 (janvier 2023).
Si vous disposez d'ouvrages ou d'articles de référence ou si vous connaissez des sites web de qualité traitant du thème abordé ici, merci de compléter l'article en donnant les références utiles à sa vérifiabilité et en les liant à la section « Notes et références ».
Pour les articles homonymes, voir La Rioja (homonymie).
La Rioja (prononcé [la ˈrjoxa] en castillan) est une communauté autonome du nord de l'Espagne, provinciale, sans littoral, traversée par l'Èbre et la Oja, limitée par le Pays basque au nord, par la Navarre au nord et à l'est, par l'Aragon à l'est et par la Castille-et-León au sud et à l'ouest.
Le point culminant de la province est le San Lorenzo à 2 271 mètres, situé dans le massif de la Demanda.
La région est réputée pour ses vins, qui bénéficient de l'appellation DOC Rioja.

## Toponymie
Le toponyme La Rioja, est d'étymologie difficile d'où l'existence de différentes hypothèses :
- Une d'elles, la théorie basco-ibérique, estime que l'origine est basque et que « La Rioja » dérive de errioxa. Ainsi, Mateo Anguiano Nieva[1] fait dériver le nom de herri qui signifierait « terre », et ogi « pain » ; et qui donnerait « terre de pain ».
- Pour sa part, Merino Urrutia, historien et maire d'Ojacastro entre 1912 et 1913, considère que le nom proviendrait de la rivière Oja (qui a pour racine le mot basque oia, « forêt »). Parce que si nous tenons compte que le préfixe de Rioja pourrait venir du latin rivum, « rivière », le terme ferait une allusion aux nombreuses feuilles que celui-ci entraînait en automne, comme il arriverait avec Tolosa, Lodosa ou Toulouse en référence à la boue qu'entraînait la rivière[2].
- Dans la juridiction de Miranda del Ebro de 1099, on trouve la première référence à La Rioja comme Rioiia, apparaissant plus tard comme Riuum de Oiha et Rivo de Oia dans le cartulaire de Santo Domingo de la Calzada de 1150. Pour cette raison quelques chercheurs considèrent que le toponyme dérive de la rivière Oja. Toutefois cette thèse présente une certaine faiblesse quand on considère le nom original de ce cours d'eau, de Glera ou Illera, encore en utilisation. Plutôt paraît une adéquation du premier terme documenté Rioiia à la langue castillane en un temps où la région se trouvait en conflit avec le Royaume de Navarre.
- L'actuel mot basque d'Errioxa pourrait être un néologisme crée à partir de la graphie moderne Rioxa auquel on ajoute un er- (caractéristique typique du basque dont très peu de mots commence par r). Aussi et en connexion avec la théorie qui défend l'origine basque du toponyme, ce pourrait être une simple adaptation aux actuelles normes du basque unifié, le batua, d'une dénomination pretérita Herri Oia devenue en Errioxa d'une manière analogue à l'actuelle Erribera ou Ribera en Navarre de herri = ville ou pays et bera = basse.

En tout cas, aucune théorie ne peut être considérée comme concluante étant donné le manque de sources documentaires.

## Origine
Les traces de peuplement les plus anciennes connues de la Rioja datent du néolithique. Les monuments mégalithiques ne sont pas rares.
La région fut envahie comme toute l'Europe par les Celtes. Les Berons fondèrent la ville de Varea, tout près de l'actuelle Logroño.
Logroño, elle, fut fondée par les Romains au IIe siècle. À la chute de Rome, les Wisigoths dominent l'Espagne entière. La Rioja reste sous leur tutelle jusqu'en 714, date de l'invasion maure. Elle resta ensuite une possession musulmane jusqu'en 923, année de la reconquête du territoire par Sanche Ier, roi de Pampelune . Elle fut incorporée à la Castille par Alphonse VI en 1073.
Elle se trouvait sur la route du pèlerinage de Saint-Jacques-de-Compostelle, el Camino francés. Les pèlerins qui la traversaient furent à l'origine de son développement économique.
La Navarre tenta plusieurs fois de s'emparer de la région, mais la domination castillane resta incontestable jusqu'à l'unification de l'Espagne sous Isabelle la Catholique.

## Histoire
Préalablement à l'arrivée des Romains, au IIe siècle avant notre ère, La Rioja a notamment été occupée par trois tribus : les Berons, qui se trouvaient dans la Vallée de l'Ebre, les Pelendons dans les zones de montagne et les Vascons dans quelques zones de la Basse Rioja. La région a été conquise par des musulmans au début du VIIIe siècle.
Le territoire de La Rioja a été au cœur d'un conflit entre les royaumes de Navarre et de Castille depuis le Xe siècle. Les rois Alphonse VIII de Castille et Sanche VI de Navarre, après avoir signé une trêve en août 876, ont admis le roi d'Angleterre comme arbitre, celui-ci émettant l'Arbitrage prononcé du roi Henri II d'Angleterre en mars 1177, dans lequel la Navarre perdait presque tout ce qu'est actuellement La Rioja, en la cédant à la Castille.

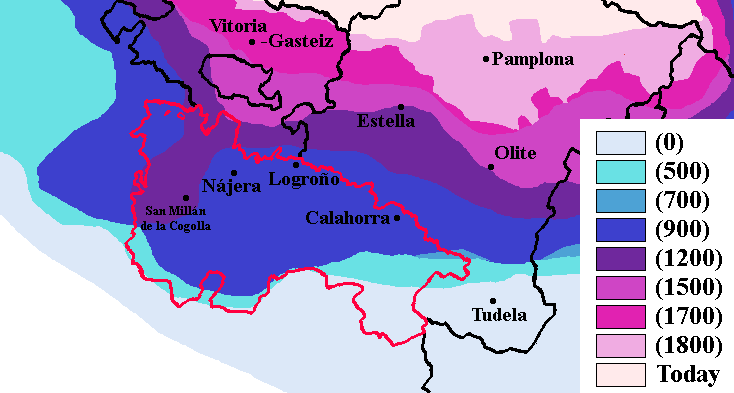
La langue basque dans La Rioja.

Malgré cette séparation, le voisinage avec la Navarre a rendu propice le maintien d'une connexion socio-culturelle continue.
Le 30 novembre 1351 fut créée la nouvelle province de Logroño, dont les territoires appartenaient jusqu'alors aux provinces de Soria et de Burgos, formant 9 partis judiciaires : Alfaro, Arnedo, Calahorra, Cervera del Río Alhama, Haro, Logroño, Nájera, Santo Domingo de la Calzada et Torrecilla en Cameros.
Elle s'est formée en communauté autonome uniprovinciale après la Transition démocratique espagnole du fait de sa différenciation économique et géographique vis-à-vis du reste de la Vieille-Castille, ainsi que par son refus d'intégrer une autre région, comme le défendaient certains. Le Statut d'Autonomie a été signé le 9 juin 1982. Cette date est dès lors célébrée comme le Jour de La Rioja.

## Fossiles de dinosaure

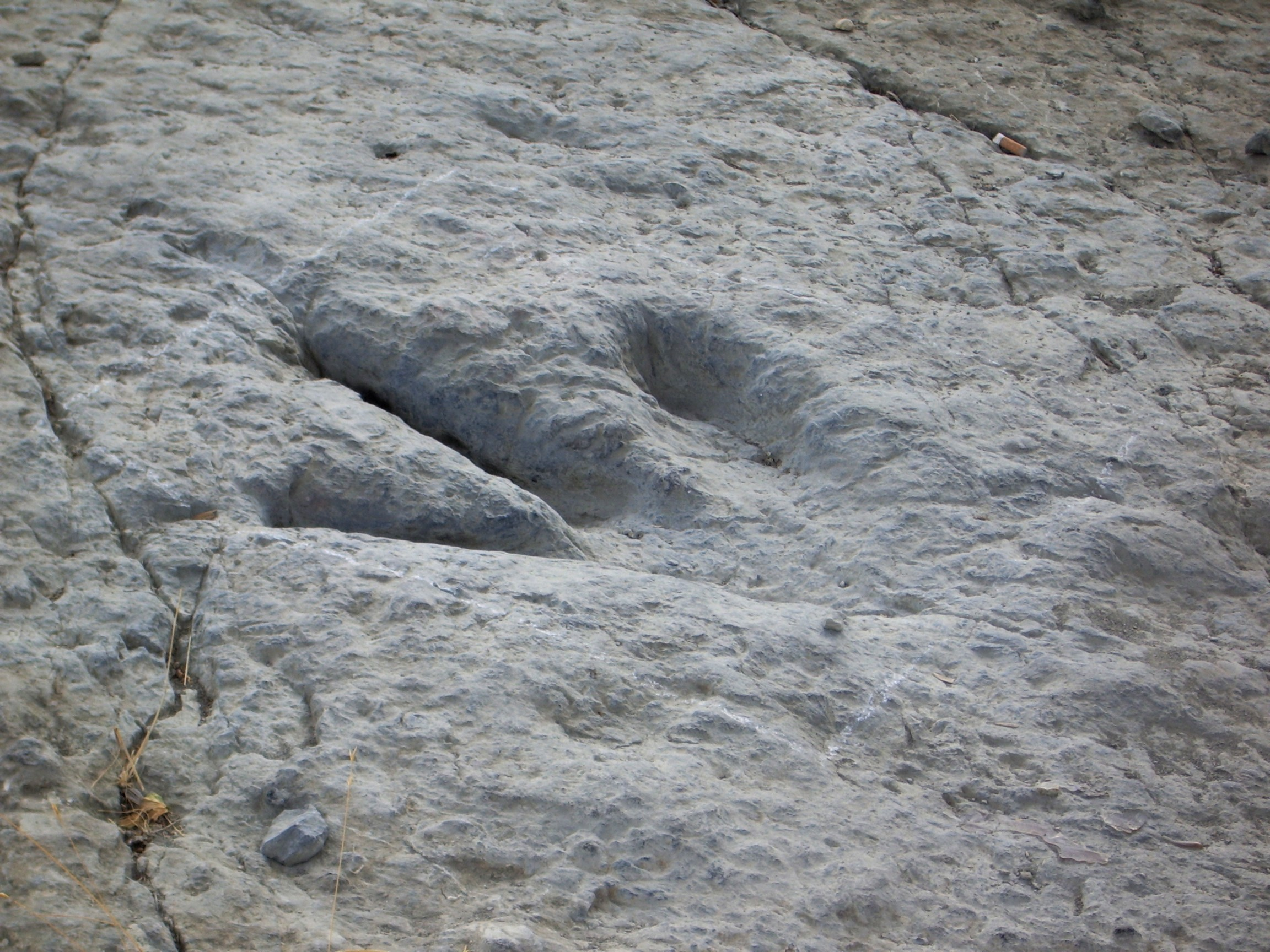
Empreinte fossilisée d'un Theropoda trouvé près de Enciso.

Pendant la période du Crétacé inférieur, la zone géographique de Cameros a fait partie d'une plaine inondée qui était périodiquement asséchée, laissant des zones boueuses où les traces de pas de dinosaures étaient marquées. Avec le temps, celles asséchées furent recouvertes par de nouveaux sédiments dont le poids pressait les couches inférieures, les faisant se solidifier en roche avec les millions d'années. Puis l'érosion a usé les couches supérieures en rendant très visibles ces formations rocheuses, permettant d'observer facilement ces icnites (foulées fossiles). La Rioja se distingue par le nombre et la conservation de ces gisements, faisant de cette région, selon les experts, un territoire paléontologique parmi les plus importants au monde.

## Symboles de La Rioja

### Le drapeau

Drapeau de l'ancienne Diputación Provincial de Logroño. Il ne fut pas adopté officiellement, mais utilisé institutionnellement.

Le drapeau a été approuvé par l'ancienne députation provinciale en 1979 et apparaît dans le Statut d'autonomie de 1982, selon lequel le drapeau est formé par quatre bandes horizontales et de taille égale, des couleurs rouge, blanc, vert et jaune. En outre, et tout comme le drapeau national, le blason pourra figurer dans le centre du drapeau.

### Le blason
Le blason de La Rioja est héraldiquement décrit dans les articles sixième et septième de la Loi 4/1985, du 31 mai (BOLR nº 64, du 4 juin) :

« El escudo de La Rioja es, estructuralmente, un escudo partido, timbrado con la corona real cerrada. En la partición derecha, de oro el campo, la Cruz roja de Santiago alzada sobre el Monte Laturce y flanqueada por dos conchas de peregrino, esmaltadas en plata y silueteadas en gules. En la partición izquierda, sobre campo de gules, un castillo de oro de tres torres almenadas cabalgando sobre un puente mazonado de sable, bajo el cual discurre un río en plata. En la bordura lucen tres flores de lis. »

« Le blason de La Rioja est timbré de la couronne royale fermée. Parti : à dextre, d'or, à la croix de saint Jacques de gueules haussée, au mont Laturce, flanquée de deux coquilles de pèlerin, émaillées d'argent et bordées de gueules ; à senestre, de gueules, au château d'or crénelé, aux trois tours crénelées, sur un pont du même, tous maçonnés de sable, sous lequel coule une rivière d'argent. À la bordure d'Azur aux trois fleurs de lis d'or. »

### L'hymne
L'hymne de La Rioja est la composition musicale appelée La Rioja, composée par l'enseignant Eliseo Pinedo López. Bien qu'il n'existe pas de règlement sur le texte et la partition, dans les actes officiels on utilise le peu de fragments qui sont encore conservés de cette composition, jouée pour la première fois en 1965. Il existe un texte créé alors par le chroniqueur provincial José María Lope de Tolède, mais il n'a pas été officialisé.

## Culture

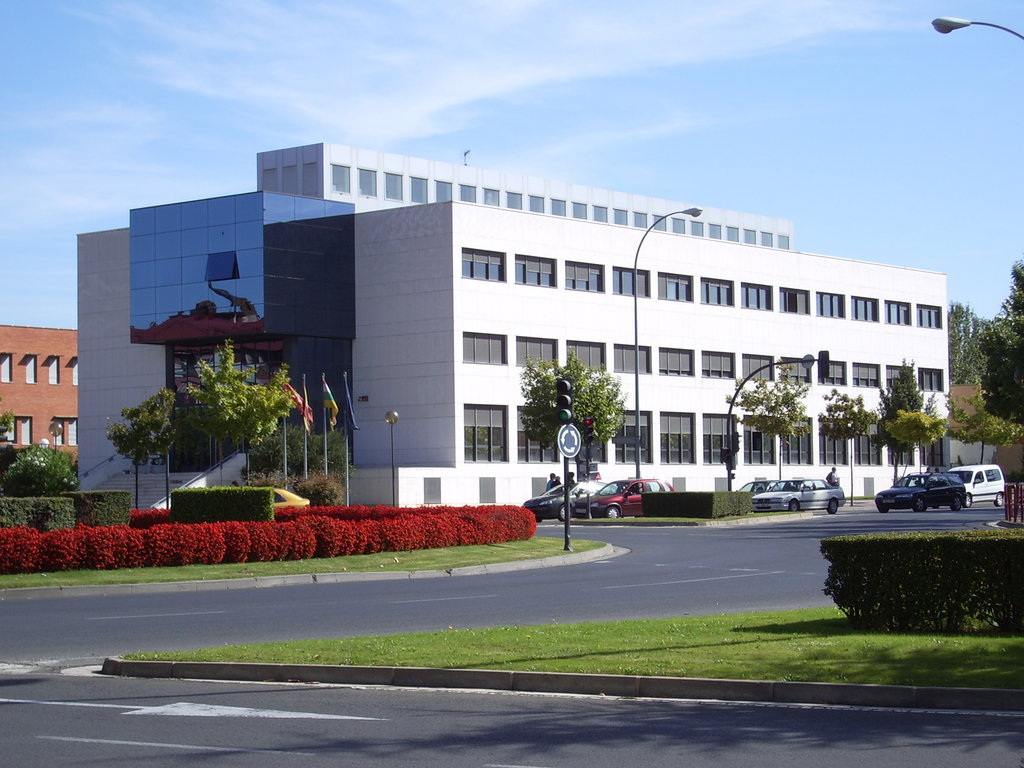
Université de La Rioja.

### Chemin de Saint Jacques
Le Chemin de Saint Jacques a eu une grande importance tout au long des années dans ces territoires. Il existe deux routes qui passent par eux. Le chemin français, le plus populaire, qui en partant de Roncevaux passe par Pampelune, Estella, los Arcos et dans La Rioja, par Logroño et Nájera pour arriver à Santo Domingo de la Calzada où confluera avec l'autre chemin appelé « de l'Intérieur » ou « Chemin Santiago Basque de l'Intérieur », qui en venant de France par Irun, passe par Andoain, Beasain, Zalduondo, Vitoria-Gasteiz, La Puebla de Arganzón, en entrant dans La Rioja par les Conchas de Haro vers Briñas, Haro, Zarratón, Cidamón, San Torcuato, Bañares et finalement Santo Domingo de la Calzada (probablement le lieu le plus fréquenté du chemin dans la région), d'où il continuera vers Belorado chemin à Saint-Jacques-de-Compostelle pour finir son trajet riojan à Grañón.
Beaucoup de communes par lesquelles passe le chemin disposent de pensions, pour que les pèlerins puissent passer une nuit.

### Patrimoine de l'Humanité

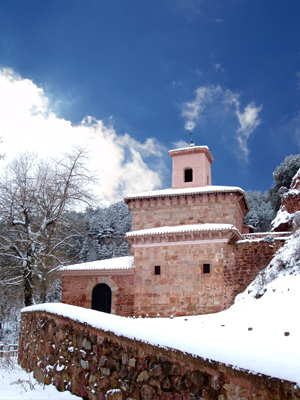
San Millán de Suso.

Le 4 décembre 1997 les monastères de San Millán et de Yuso et Monastère de Suso ont été déclarés patrimoine de l'Humanité en Europe par l'UNESCO. Tous les deux se trouvent dans la localité riojane de San Millán de la Cogolla, et sont célèbres parce que là on a trouvé les Glosas Emilianenses.
Le monastère de Suso (d'en haut), le plus ancien, a entamé sa construction à la fin du VIe siècle pour loger la tombe de saint Millán, ermite disciple de saint Felices de Bilibio, tandis que le monastère de Yuso (de de vers le bas) a ses origines dans le Xe siècle, en disposant des reconstructions postérieures dans les siècles XVI, XVII et XVIII. Compte avec une importante bibliothèque de Livres de chœur du XVIIe siècle, ainsi qu'avec une collection excellente de fac-similes.
Dans le monastère a été instruit Gonzalo de Berceo, le premier poète connu en langue castillane.

## Géographie

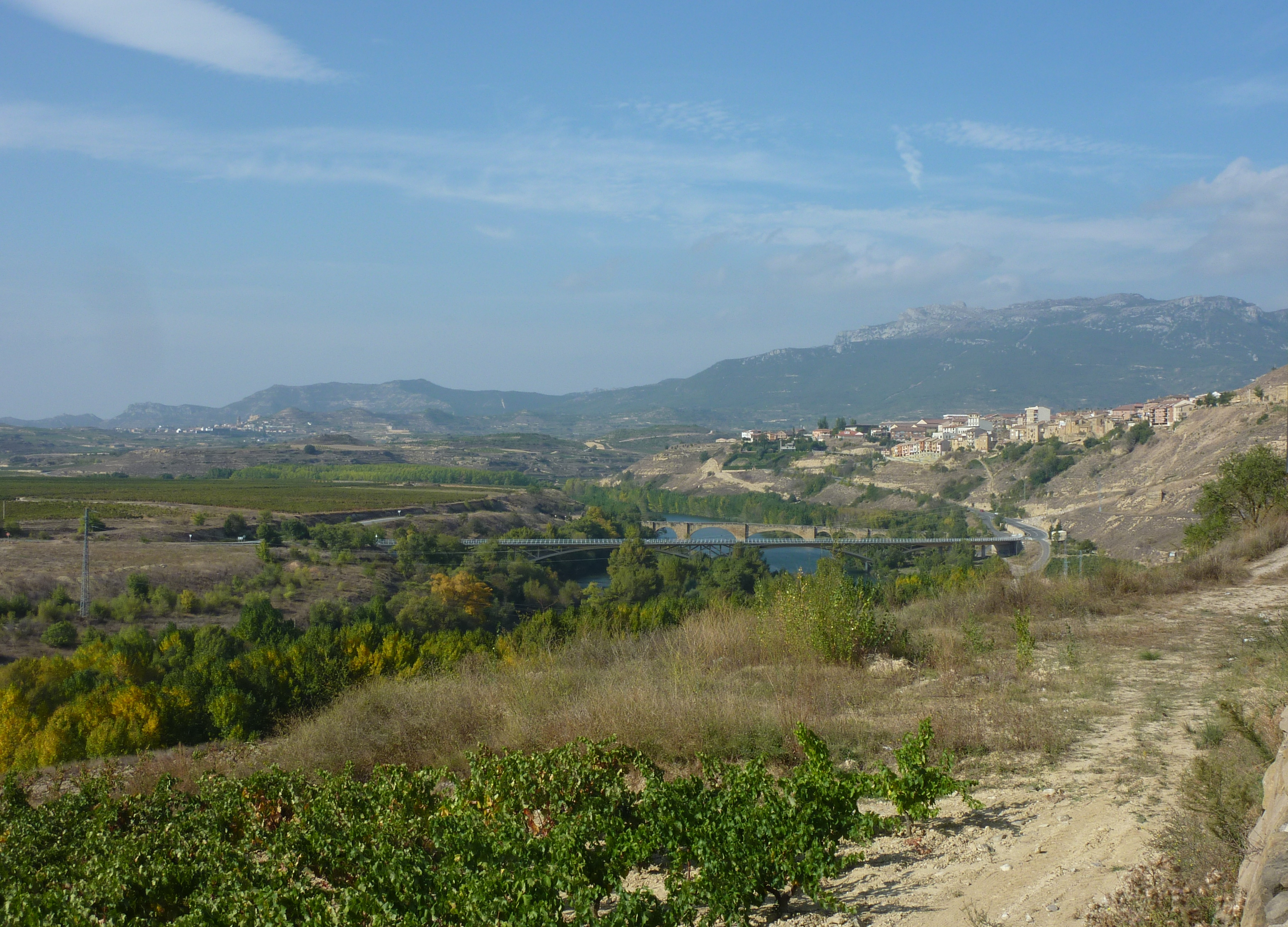
Èbre et viticulture dans La Rioja

L'Èbre entre dans La Rioja par les gorges étroites des Conchas de Haro et la parcourt sur 120 km avant de poursuivre vers la Méditerranée. Aux Conchas de Haro le fleuve est à 445 m d'altitude, et seulement à 260 m quand il quitte la communauté, dans la réserve naturelle des Bosquets de l'Ebre à Alfaro. Le cours du fleuve, qui constitue grosso modo la limite nord de La Rioja, est par conséquent très rapide dans la région.
La vallée de l'Ebre court entre 40 et 60 km de distance parallèlement à la cordillère Ibérique, dont les altitudes oscillent de 1 000 à 2 000 m. De la cordillère se détache vers le nord, entrant profondément dans La Rioja, la sierra de la Demanda, qui comporte avec les 2 271 m d'altitude du mont San Lorenzo le point culminant riojan.
De la cordillère descendent sept rivières vers l'Ebre, qu'on appelle à La Rioja : Celle des sept vallées. Elle se nomment, d'est en ouest, Alhama, Cidacos, Leza, Iregua, Najerilla, Oja et Tirón, bien que les sources d'Alhama et de Cidacos soient de Soria et celles de la Najerilla-Neila et du Tirón de Burgos. Parfois on ajoute le Linares (affluent de l'Alhama), en groupant le Tirón avec son affluent l'Oja.
Toutes les rivières de ces vallées reçoivent des affluents qui forment d'autres vallées avec leur organisme propre, comme celles de Linares, Ocón, Jubera, Borgne, Brieva, Viniegras, San Millán. Ces vallées comportent un grand nombre de falaises et précipices remarquables, comme à Aguas Buenas, Nieva, Manzanares, Ardancha, Navajún, Valderresa, Ollora, Tobía, San Martín et autres.
Les hautes terres sont arborées de chênes, hêtres et pins, les zones de maquis et de garrigue sont peuplées de bruyères, genévriers, buis, prunelles, houx et cistes. Les pentes montagneuses offrent de bons pâturages pour les équidés et bovins. Au-dessous, on trouve les chênes, oliviers et amandiers. Sur les plateaux près de l'Ebre, les terres agricoles sont utilisées pour les céréales, betteraves et pommes de terre, tandis que les coteaux et les grandes pentes douces des collines accueillent les vignes qui font le renom des vins de la Rioja dans le monde entier.
Toutes les rivières riojanes, y compris l'Ebre, sont bordées de peupliers et peupliers noirs. De Los Alamos riojanos a écrit Ana María Matute : « … les voir au bord de l'eau, renversant le paysage et indiquant, telles des  lances magiques, le pays irréel et mystérieux du fond de la rivière ».

## Communications et transports
La Rioja est reliée par voie aérienne grâce à l'aéroport de Logroño-Agoncillo. Elle dispose de relations ferroviaires avec Madrid, Saragosse, Barcelone, Valladolid et Vitoria avec la ligne Castejón-Miranda qui traverse la région d'est en ouest. La principale gare de la communauté est celle de Logroño.
Le réseau routier de La Rioja est essentiellement constitué par l'autoroute AP-68, qui relie la région à ses voisines à l'est (Aragon) et à l'ouest (Pays basque). Des voies rapides ont été construites récemment, comme celle du Chemin de Compostelle qui relie Pampelune à Logroño et arrivera prochainement à Burgos.

## Comarques

Comarques de La Rioja.

La division de la communauté de La Rioja en comarques n'est pas reconnue administrativement. On y utilise traditionnellement les neuf juridictions qui existaient dans l'Antiquité, correspondant à Haro, Santo Domingo de la Calzada, Nájera, Logroño, Torrecilla en Cameros, Calahorra, Arnedo, Alfaro et Cervera del Río Alhama.
De façon plus générale, La Rioja est considérée comme divisée en trois régions, la Rioja Alta (Haute-Rioja), la Rioja Media (Rioja Médiane) et la Rioja Baja (Basse-Rioja) selon le lit de la rivière Ebre, celles-ci se caractérisant par une zone de vallée et un climat méditerranéen dans le nord et une de zone de montagne au climat continental dans le sud.
En raison du fait que les anciens partis judiciaires de Santo Domingo de la Calzada et de Nájera couvraient des localités situées dans les vallées et montagnes et en tenant compte de la grande différence orographique entre ces zones, on traite généralement les zones respectives des sierras Ezcaray et Anguiano comme des comarques. La comarque de Torrecilla en Cameros (habituellement connue comme Cameros) est divisée en outre traditionnellement en Camero Nouveau et Vieux Camero.
Ainsi, sont généralement prises en considération les appellations suivantes :
- Rioja Alta
  - Valle : Haro, Nájera et Santo Domingo de la Calzada
  - Sierra : Anguiano et Ezcaray
- Rioja Media
  - Valle : Logroño
  - Sierra : Tierra de Cameros (Divisé en Camero Nuevo et Camero Viejo)
- Rioja Baja
  - Valle : Alfaro, Arnedo et Calahorra
  - Sierra : Cervera

## Démographie

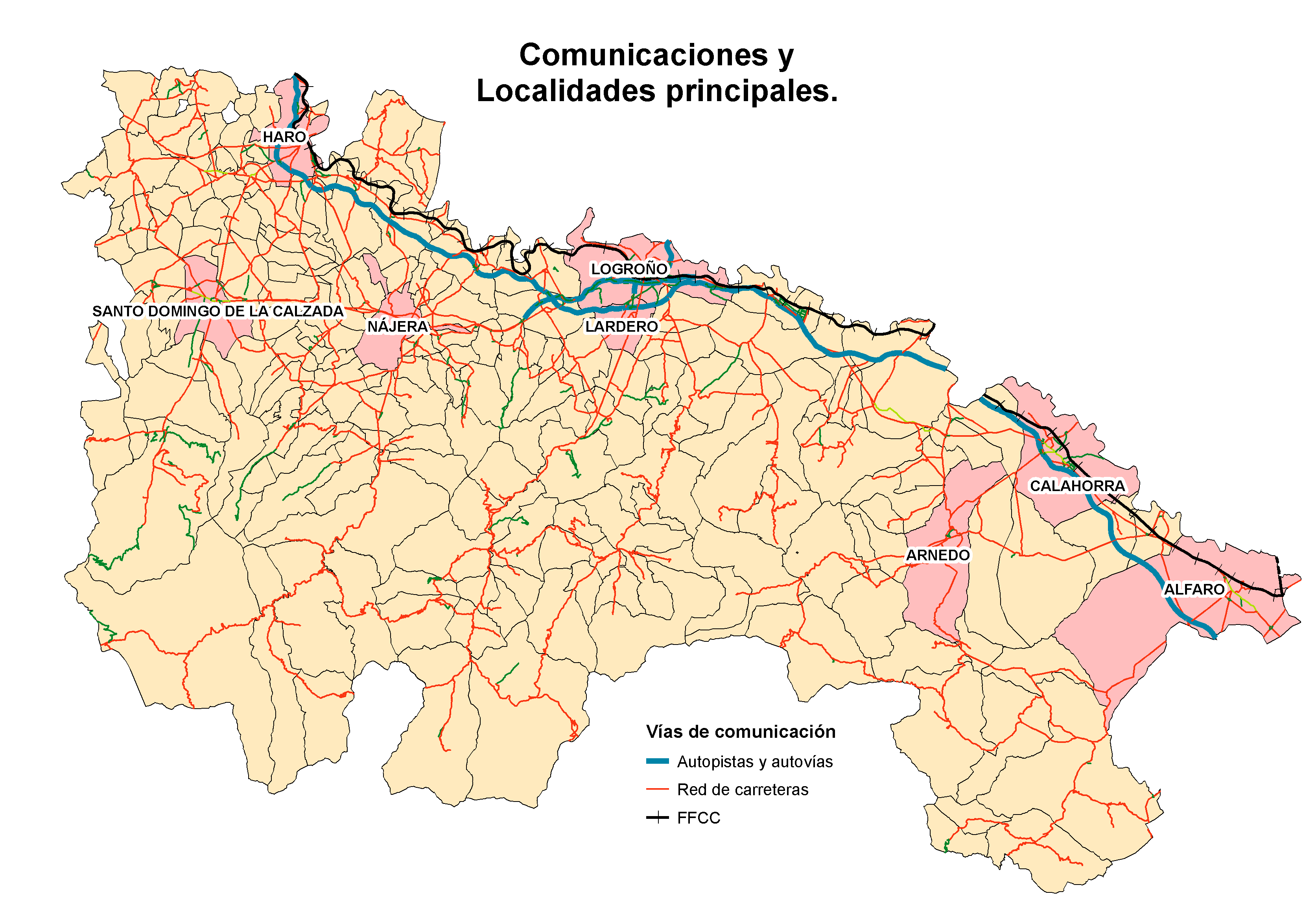
Principales localités de la Rioja.

La Rioja dispose, selon des données de l'INE de 2008, d'une population de 317 021 habitants, avec une densité de population de 62,93 habitants par km2. C'est la communauté autonome la moins peuplée d'Espagne. Sa capitale, Logroño, avec 150 071 habitants, en est la ville la plus peuplée.

## Principales localités
- Logroño — 150 071 habitants
- Calahorra — 24 338 habitants
- Arnedo — 14 289 habitants
- Haro — 12 203 habitants
- Alfaro — 9 727 habitants
- Nájera — 8 326 habitants
- Lardero — 7 673 habitants
- Santo Domingo de la Calzada — 6 698 habitants
- Villamediana de Iregua — 6 032 habitants

## Viticulture

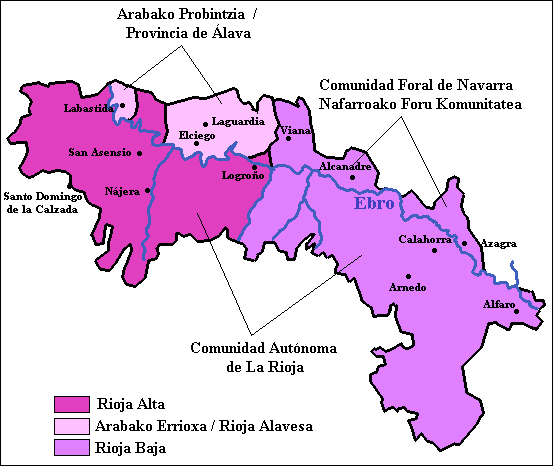
Les trois sous-régions de production.

On y produit le vin star de l'Espagne, celui qui a sorti la viticulture ibérique de sa production de masse. Ici, le rendement est le plus faible du pays et le vignoble de la Rioja est le seul, avec le Priorat et le Ribera del Duero, à jouir de la distinction D.O.Ca. (vins à appellation d'origine qualifiée, plus rigoureuse que les vins à appellation d'origine contrôlée). D'où des rouges d'une grande finesse, aux arômes marqués par leur vieillissement en fûts de chêne. Autre particularité, La Rioja est au cœur des bodegas, ces maisons anciennes de négoce. Celles-ci achètent la plupart des raisins de la région et se chargent de l'assemblage, du vieillissement et de la mise en bouteille. Ces dernières années, afin d'accroître leur notoriété, les grandes marques comme Campo Viejo, Marquès de Riscal ou Ysios se sont lancées dans une course à la production d'avant-garde.

## Gastronomie

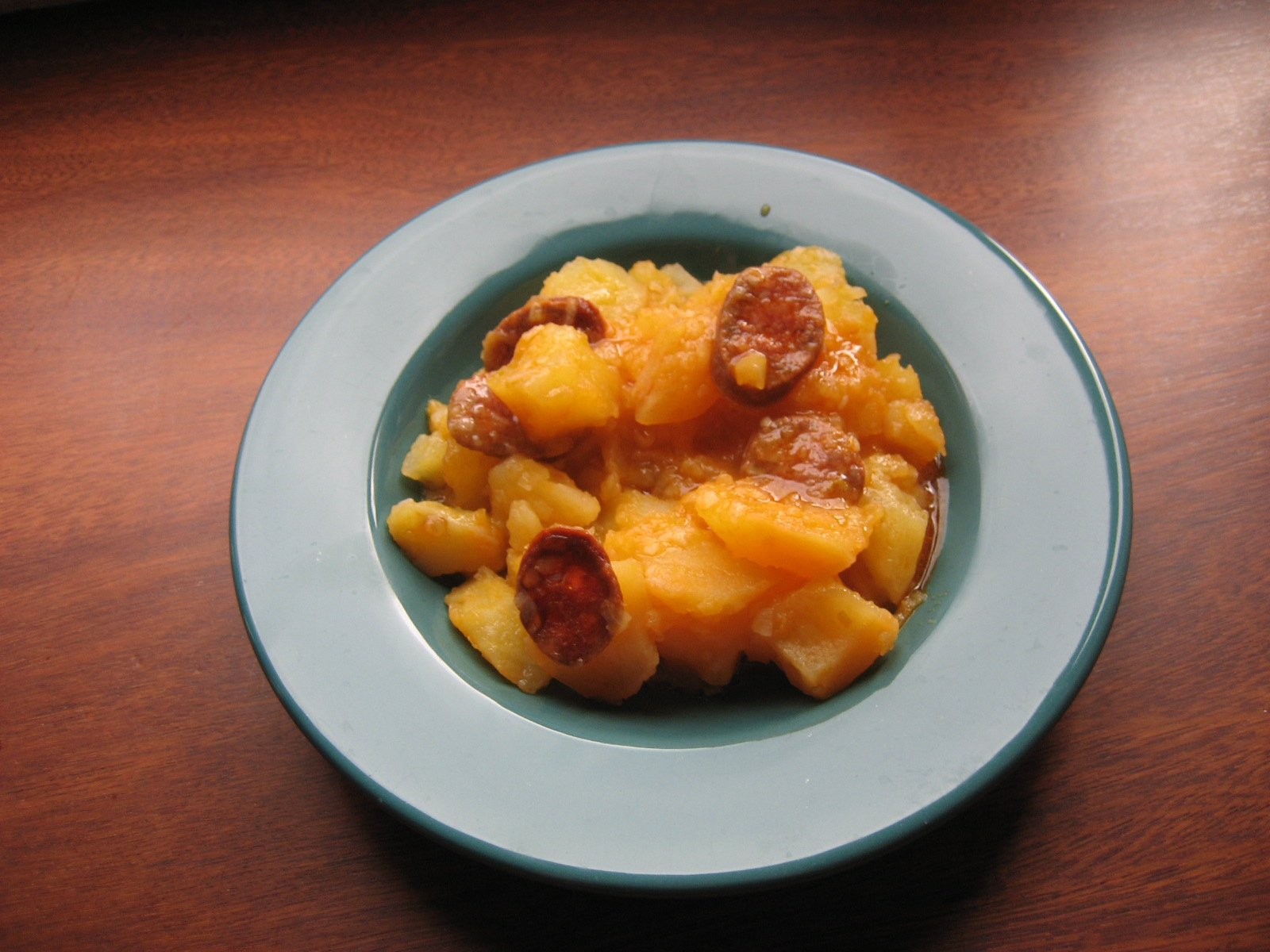
Patatas a la riojana.

Le plat typique le plus connu est celui des pommes de terre à la riojana (patatas a la riojana), constitué de pommes de terre avec du chorizo et des côtelettes d'agneau au sarment (chuletillas). Ce plat est habituellement élaboré à l'air libre, en grillant les côtelettes sur les braises des sarments de vigne. Mais on compte une infinité de plats autochtones que l'on peut déguster dans de nombreux restaurants de la région. La cuisine traditionnelle riojane est généralement constituée de mets consistants dont les pots-au-feu et ragoûts qui ont comme base les produits du potager des rivages de l'Ebre, combinés avec des produits de l'abattage du porc. On peut mentionner les caparrones d'Anguiano, les cailles aux haricots, la morue à la riojana, les embuchados de truite à la riojana, ainsi que le chorizo typique de la région et le Fromage Camerano.
Il faut également souligner divers produits du potager tels que la borraja (Bourrache officinale), l'artichaut, le chardon, le haricot vert, l'asperge et le champignon, tous à la base d'une infinité de recettes traditionnelles, tout comme les légumes secs, notamment dans la Rioja Baja et plus concrètement à Calahorra, où ont lieu chaque année les célèbres Jornadas de la Verdura (Journées des légumes)  au mois d'avril, avec le grand marché aux légumes et la fréquentation assidue des bars et restaurants de la ville qui offrent Pintxos et plats typiques élaborés avec ces produits.
Les excursions gastronomiques vers la capitale Logroño sont célèbres, spécialement pour la rue Laurel où l'on peut déguster des Pintxos et tapas variés arrosés de vin de Rioja dans un environnement détendu et convivial.

## Desserts typiques
Parmi les desserts typiques de la gaulle[Quoi ?] riojana, on retiendra les ahorcaditos de Santo Domingo de la Calzada, les fardelejos d'Arnedo ou encore les massepains de Soto, de Soto en Cameros.

## Fêtes
Certaines des célébrations les plus populaires et déclarées d'intérêt touristique national sont les Fiestas del Santo y Las Doncellas (Fêtes du Saint et des Pucelles) de Santo Domingo de la Calzada, la festivité de la vendange de Logroño, la bataille du vin de Haro, la danse des zancos d'Anguiano et les Picaos à San Vicente de la Sonsierra.
La sainte patronne de la région est la Vierge de Valvanera.

## Personnalités liées à la province
- San Millán : saint et premier patron de Castille
- Saint Dominique de la Chaussée : saint né à Viloria de Rioja (Burgos), créatif de la localité de Santo Domingo de la Calzada
- Luis Moscato : grand charcutier spécialiste du Chorizo
- Armando Buscarini : poète
- Baldomero Espartero : militaire et politicien né à Granátula de Calatrava (Ciudad Real), mais installé par mariage à Logroño, où il est décédé
- Manuel Bretón de los Herreros : dramaturge
- Fausto Elhúyar : chimiste célèbre pour avoir découvert l'élément nº 74 (le Tungstène - symbole W, de l'allemand Wolfram)
- Práxedes Mateo Sagasta : président du gouvernement d'Espagne
- Rafael Azcona : auteur et réalisateur de cinéma
- Pepe Blanco : chanteur
- Ramón Castroviejo : ophtalmologue
- Marqués de la Ensenada : politicien et homme d'État
- Navarrete le Muet : peintre
- Pedro Duro : chef d'entreprise
- Gustavo Bueno: philosophe
- Pedro J. Ramírez : journaliste et directeur d'El Mundo (quotidien)
- Carlota Castrejana : athlète
- Auguste Ibáñez Sacristán : pelotari (Titín III)
- Daniel Aranzubía : joueur de football
- Santiago Ezquerro : joueur de football
- Fernando Llorente : joueur de football
- Manuel de Lerena : né à Berceo en 1787, cofondateur de la Banque de Barcelone et de plusieurs entreprises industrielles à Barcelone
- Mariam Budia : écrivain
- Javier Cámara : acteur